# مارکو لتو
مارکو لتو (ایتالیایی: Marco Leto; ۱۸ ژانویهٔ ۱۹۳۱ – ۲۱ آوریل ۲۰۱۶) یک کارگردان فیلم، فیلم‌نامه‌نویس اهل ایتالیا بود.
لتو در رم متولد شد و کار خود را در دهه ۱۹۵۰ به عنوان دستیار کارگردان در تعداد زیادی فیلم آغاز کرد. در سال ۱۹۶۵ همکاری خود را با تلویزیون RAI آغاز کرد که برای آن چندین سریال و فیلم تلویزیونی کارگردانی کرد. پس از امضای چند فیلمنامه، لتو اولین کارگردانی خود را در سال ۱۹۷۳ با فیلم تعطیلات سیاه که مورد استقبال منتقدان قرار گرفت، انجام داد. در سالهای بعد هم در سینما و هم در تلویزیون به فعالیت ادامه داد. en:Marco Leto
از فیلم‌ها یا برنامه‌های تلویزیونی که وی در آن نقش داشته است می‌توان به جووانی فالکونه و از دیدار مجدد شما خوشحالم اشاره کرد.

## فیلم گرافی
- Black Holiday (1973)
- Al piacere di rivederla (1976)